# Equipos participantes en la Copa Mundial de Fútbol de 1950

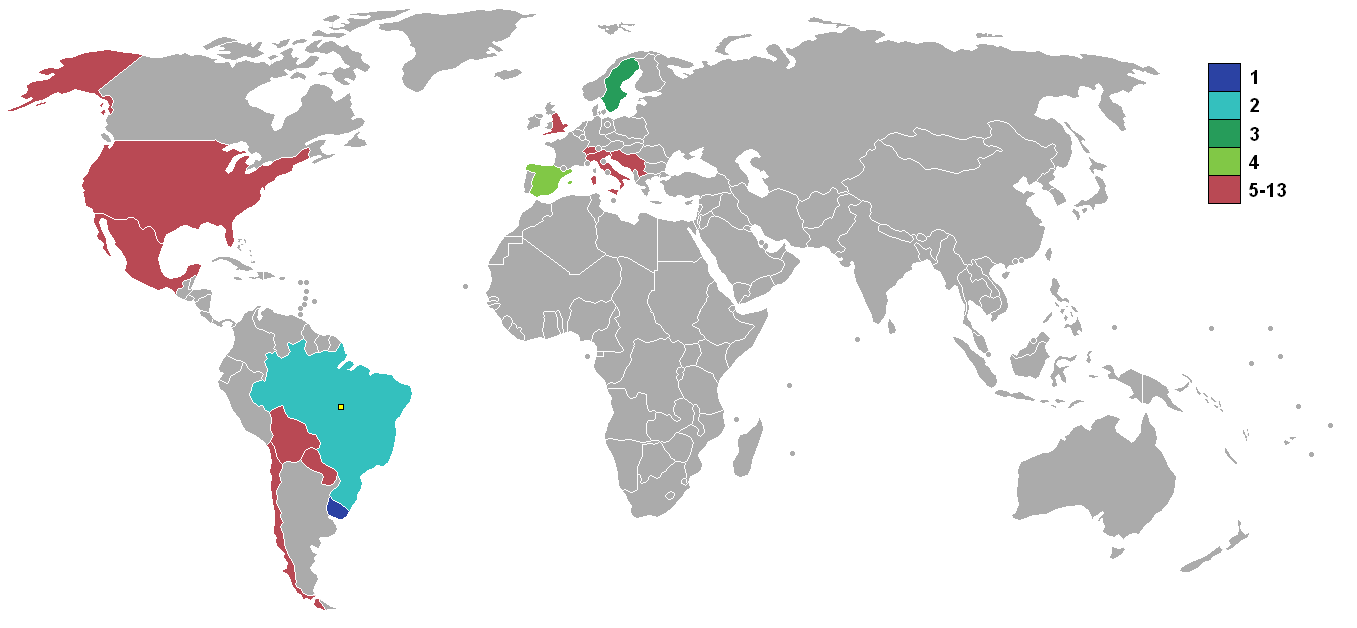
Equipos participantes de la Copa Mundial

Para la IV Copa Mundial de Fútbol, que se realizó en Brasil entre el 24 de junio y el 16 de julio de 1950, 13 equipos clasificaron a la fase final. Los 13 equipos participantes fueron divididos en cuatro grupos de cuatro integrantes. De cada grupo, el mejor equipo se clasificó a una ronda final que enfrentaba a los cuatro primeros de grupo, para determinar al campeón del evento.

## Equipos
A la fase final del torneo clasificaron 13 de 34 equipos que participaron en la etapa clasificatoria: 5 de Sudamérica (incluyendo al organizador), 6 de Europa (incluyendo a Italia, vigente campeón) y dos de Norteamérica. De estos 13, sólo uno era debutante en la competición.
Los equipos participantes en dicho torneo son:
| Equipo (ver en detalle)   | Equipo (ver en detalle) | Equipo (ver en detalle) | Participaciones | Participaciones | Participaciones |
| Equipo (ver en detalle)   | Equipo (ver en detalle) | Equipo (ver en detalle) | Total           | Cons.           | Última          |
| ------------------------- | ----------------------- | ----------------------- | --------------- | --------------- | --------------- |
| Bandera de Bolivia        | Bolivia                 |                         | 2               | 1               | 1930            |
| Bandera de Brasil         | Brasil                  |                         | 4               | 4               | 1938            |
| Bandera de Chile          | Chile                   |                         | 2               | 1               | 1930            |
| Bandera de España         | España                  |                         | 2               | 1               | 1934            |
| Bandera de Estados Unidos | Estados Unidos          |                         | 3               | 1               | 1934            |
| Bandera de Inglaterra     | Inglaterra              |                         | 1               | 1               | -               |
| Bandera de Italia         | Italia                  | 2/2 estrellas           | 3               | 3               | 1938            |
| Bandera de México         | México                  |                         | 2               | 1               | 1930            |
| Bandera de Paraguay       | Paraguay                |                         | 2               | 1               | 1930            |
| Bandera de Suecia         | Suecia                  |                         | 3               | 3               | 1938            |
| Bandera de Suiza          | Suiza                   |                         | 3               | 3               | 1938            |
| Bandera de Uruguay        | Uruguay                 | 1/1 estrellas           | 2               | 1               | 1930            |
| Bandera de Yugoslavia     | Yugoslavia              |                         | 2               | 1               | 1930            |